# Партия умеренно-правых
Па́ртия уме́ренно-пра́вых — националистическая партия в Российской империи, созданная после революции 1905—1907 годов.
Под воздействием Столыпина фракцией умеренно-правых III Государственной Думы была учреждена партия умеренно-правых. 19 апреля 1909 года состоялось учредительное собрание, на котором присутствовало около 70 человек. Лидером фракции и партии был П. Н. Балашов. Костяк партии составили землевладельцы западных губерний, сторонники жёсткого национал-религиозного антилиберализма, безусловной лояльности царю, законодательной Думы, рыночных отношений. Лидерами партии были граф В. А. Бобринский, П. Н. Крупенский, Л. В. Половцов.
В октябре 1909 года, в начале третьей сессии III Думы, думские национальная группа (21 депутат) и фракция умеренно-правых (76 депутатов) объединились в русскую национальную фракцию. 30 октября 1909 года председателем бюро этой фракции был избран Пётр Николаевич Балашов. От умеренно-правых в бюро вошли епископ Евлогий, П. Н. Крупенский, А. А. Потоцкий, С. М. Богданов, Л. В. Половцов, Д. Н. Чихачёв.
31 января 1910 года на очередном съезде Всероссийского национального союза состоялось объединение ВНС и партии умеренно-правых.